# Диэтилфталат
Диэтилфталат — сложный эфир фталевой кислоты.

## Получение
Диэтилфталат в химической промышленности получают нагреванием этилового спирта с фталевым ангидридом в присутствии небольших количеств серной кислоты в качестве катализатора. После нейтрализации кислоты водным раствором гидроксидов или карбонатов металлов, смесь разделяют вакуумной перегонкой на этанол и диэтилфталат. 
|                   |                                  | {\displaystyle 2{\mbox{C}}_{2}{\mbox{H}}_{5}{\mbox{OH}}} | H2SO4 |  |
| {\displaystyle +} | {\displaystyle \longrightarrow } | {\displaystyle 2{\mbox{C}}_{2}{\mbox{H}}_{5}{\mbox{OH}}} |       |  |
|                   |                                  | {\displaystyle 2{\mbox{C}}_{2}{\mbox{H}}_{5}{\mbox{OH}}} |       |  |

## Применение
Диэтилфталат применяют как пластификатор полимеров и фиксатор запаха в парфюмерии.
Применяется в качестве денатурирующей добавки для этилового спирта и спиртосодержащей продукции.

## Токсичность
Диэтилфталат относится к категории среднетоксичных соединений со слабо выраженным кумулятивным действием. Обладает раздражающим, кожно-резорбтивным, сенсибилизирующим, гонадотропным, тератогенным и мутагенным действием.
Диэтилфталат присутствует во многих алкогольных суррогатах, например, в парфюмерных жидкостях и в спиртосодержащих отходах от химического производства.